# ساموئل رهبر
ساموئل رهبر (به عبری: שמואל רהבר) (زاده ۲۲ اردیبهشت ۱۳۰۸ خورشیدی (۱۲ مه ۱۹۲۹ میلادی) در شهر همدان و درگذشته در ۱۰ نوامبر ۲۰۱۲ در آمریکا) پژوهشگر پرآوازهٔ ایران در زمینهٔ هموگلوبین و فرایند پیوند قندها به این مولکول است.
او دکترای تخصصی ایمنی‌شناسی را از دانشگاه تهران دریافت کرد و آزمایشگاه پژوهشی هموگلوبین را در همین دانشگاه راه‌اندازی کرد. کشف پروفسور رهبر، یعنی افزایش مقدار هموگلوبین گلیکوزیله (HbA1c) در افراد دیابتی، امروزه توسط پزشک و بیمارهای دیابتی استفاده می‌شود. امروزه با تعیین مقدار HbA1c در نمونه خون بیمار مشخص می‌شود که آیا بر مقدار قند خون خود نظارت خوبی داشته‌است یا نه. پروفسور رهبر بیش از یازده گونه هموگلوبین دیگر نیز کشف کرده‌است.

## زندگی‌نامه
پروفسور ساموئل رهبر در ۲۲ اردیبهشت ۱۳۰۸ خورشیدی (۱۲ می ۱۹۲۹ میلادی) در خانواده‌ای یهودی در شهر همدان به دنیا آمد. مادرش در خانه به زبان فرانسه سخن می‌گفت. برادر بزرگش آموزگار شیمی و فیزیک بود و کتاب‌هایی در شیمی نوشته بود که چندی در دبیرستان‌ها به عنوان کتاب رسمی آموزش داده می‌شد. او الگوی خوبی برای ساموئل، سه برادر دیگر و دو خواهرش بود که همگی در راه دانش و فرهنگ گام نهادند. ساموئل آموزش‌های آغازین را در مدرسهٔ آلیانس، اتحاد و دبیرستان پهلوی گذرانددر سال ۱۹۵۹ به زندگی دانشگاهی بازگشت و پس از دریافت درجهٔ دکترا در بخش ایمنی‌شناسی دانشگاه تهران مشغول کار شد.
. آموزگار ادبیات، باقر ادبی تأثیر عمیقی بر او داشته‌است.
ساموئل رهبر دورهٔ عمومی پزشکی خود را در سال ۱۹۵۳ در دانشگاه تهران به پایان رساند و در سال ۱۹۶۳ دکترای تخصصی ایمنی‌شناسی را از همین دانشگاه دریافت کرد. پروفسور رهبر از سال ۱۹۵۲ تا ۱۹۶۰ در شهرهای آبادان و تهران به فعالیت‌های پزشکی بالینی پرداخت، اما
ساموئل رهبر از ۱۹۶۸ تا ۱۹۶۹ به عنوان فرصت مطالعاتی در کالج پزشکی آلبرت انیشتین در نیویورک به فعالیت‌های پژوهشی مشغول شد. این مدرسهٔ پزشکی در واقع جایگاه خلاقیت و پویایی فراوانی بود و در همان‌جا بود که او همکاری پژوهشی خود را با چهره‌های شاخص پزشکی به ویژه پروفسور هلن ام. رانی آغاز کرد. او پس از بازگشت به تهران در سال ۱۹۷۰ درجهٔ استاد تمام (پروفسوری) را دریافت کرد و به عنوان مدیر بخش زیست‌شناسی کاربردی دانشگاه علوم پزشکی تهران به فعالیت‌های خود ادامه داد.
پروفسور رهبر پس از انقلاب به آمریکا رفت و در بخش هماتولوژی و پیوند مغز استخوان شهر هوپ در ایالت کالیفرنیا به عنوان همکار پژوهشی مشغول فعالیت شد و از سال ۱۹۷۹ مدیرت آزمایشگاه پژوهشی هموگلوبین را برعهده گرفت. سه دختر پروفسور رهبر نیز راه پدر را پیش گرفته‌اند و همه با درجهٔ ممتاز از دانشگاه‌های آمریکا فارغ‌التحصیل شده‌اند. رؤیا، دختر بزرگ او، پژوهشگر زیست‌شناسی ملکولی است؛ گیتا، دختر دوم، پزشک است و فیروزه، جوان‌ترین دختر او، دندان‌پزشک است.

## دستاوردهای علمی
پروفسور رهبر در سال ۱۹۶۳ به پیشنهاد استادش هرمان لمان (Herman Lehmann)، استاد دانشگاه کمبریج انگلستان، آزمایشگاه پژوهشی هموگلوبین را در دانشگاه تهران بنیان‌گذاری کرد و در ۱۵ سال کار پژوهشی توانست ۲۲۰ هزار نمونه خون را برای هموگلوبین‌های غیرعادی بررسی کند. او علاوه بر هموگلوبین‌هایی که پیش از آن کشف شده بود، یازده هموگلوبین جدید را نیز کشف کرد. اما کشف هموگلوبین گلیکوزیله (HbA1c) به سال ۱۹۶۷ مهم‌ترین دستاورد پژوهشی او به شمار می‌آید که نام او را در جهان پرآوازه کرده‌است.
در سال ۱۹۵۸، آلن و همکارانش مقاله‌ای منتشر کردند و از هتروجنیسیته (یکدست نبودن) هموگلوبین A خبر دادند. هموگلوبین پروتئینی است که درون گلبول‌های قرمز خون وجود دارد و به جا به جایی گازهای تنفسی کمک می‌کند. آلن انتظار داشت وقتی نمونه‌ای از هموگلوبین A را در دستگاه جدا کنندهٔ پروتئین‌ها (دستگاه الکتروفورز) قرار می‌دهد، همهٔ ملکول‌های هموگلوبین در یک جا جمع شوند. اما هموگلوبین‌ها در چهار منطقه نواری شکل از هم تفکیک شدند: A1a، A1b، A1c، A1d
تا مدت‌ها برای این یافته تفسیری وجود نداشت و برخی حتی آن را نتیجهٔ آلوده بودن ملکول‌های هموگلوبین به مولکول‌های دیگر می‌دانستند. هنگامی که پروفسور رهبر نتیجهٔ بررسی نمونهٔ هموگلوبین ۱۲۰۰ بیمار بیمارستانی را گزارش کرد و خاطر نشان کرد دو نفر بیمار دیابتی هموگلوبینی داشتند که در ژل نشاسته‌ای دستگاه الکتروفورز خیلی سریع جابه‌جا می‌شد، همه چییز تغییر کرد. به علاوه، وی گزارش کرد در ۴۷ بیمار دیابتی از جمله ۱۱ کودک دیابتی نیز این نوع هموگلوبین را پیدا کرده‌است. اندکی بعد مشخص شد این هموگلوبین خاص، که فقط در بیماران دیابتی به مقدار قابل ملاحظه‌ای یافت می‌شود، همان هموگلوبین نوار A1c است.
بعدها مشخص شد هموگلوبین HbA1c) A1c۴) تا ۶ درصد کل هموگلوبین را در فرد سالم تشکیل می‌دهد و مقدار آن در افراد دیابتی که قند خونشان به خوبی تحت نظارت نباشد، به شدت افزایش می‌یابد و به ۱۷ درصد نیز می‌رسد. در واقع، افزایش قند خون باعث می‌شود مولکول‌های قند به هموگلوبین‌ها متصل شوند و هموگلوبین قنددار (هموگلوبین گلیکوزیله) تشکیل شود که همان HbA1c است.
امروزه با تعیین مقدار HbA1c در نمونه خون بیمار دیابتی مشخص می‌شود که آیا بر مقدار قند خون خود نظارت خوبی داشته و به سفارش‌های پزشک توجه داشته‌است یا نه. به عبارت دیگر مقدار HbA1c نشان دهندهٔ وضعیت سلامتی فرد دیابتی است؛ بنابراین، کشف پروفسور رهبر، یعنی افزایش مقدار HbA1c در افراد دیابتی، امروزه توسط پزشک و بیمارهای دیابتی استفاده می‌شود.
پروفسور رهبر پس از سفر دوباره به آمریکا پژوهش‌های خود را روی ساختمان HbA1c ادامه داد و از سال ۱۹۹۶ برای ساختن مهارکننده‌های گلیکوزیله (قنددار شدن) پروتیین‌ها کوشش کرد. او تا کنون نزدیک ۱۰۰ مقالهٔ پژوهشی منتشر کرده‌است که بیشتر آن‌ها دربارهٔ ساختمان هموگلوبین‌ها و فرایند گلیکوزیله‌شدن است. از او چند مقالهٔ مروری (review) که از نظر جایگاه علمی نویسنده بسیار مهم است، منتشر شده که تازه‌ترین آن در مجلهٔ Annals of the New York Academy of Sciences چاپ شده‌است. این مقاله چکیدهٔ دستاوردهای دانشمندان و پژوهش‌های خود پروفسور رهبر دربارهٔ روند گلیکوزیله شدن هموگلوبین است.

## جایزه‌ها
پروفسور رهبر جایزهٔ دستاوردهای علمی جاودانهٔ انجمن دیابت آمریکا را دریافت کرده‌است و در سال ۱۹۹۶ به عنوان عضو افتخاری انجمن دیابت اروپا (EASD) و پژوهشگر برتر دیابت برگزیده شد. در معرفی شخصیت پژوهشی او در مجلهٔ دیابتولوجیا چنین آمده‌است: “ ساموئل یک شخصیت دانشگاهی شگفت‌انگیز، بخشنده، کوشا و پرکار، درستکار و نیک‌کردار است. او دارای خلاقیت واقعی است که گاهی فروتنی‌اش، آن را پوشیده می‌دارد. “
پروفسور رهبر همواره به عنوان یکی از مفاخر آزمایشگاه پژوهشی هوپ مورد توجه بوده‌است. در همایشی که به نشانهٔ سپاسگزاری از کوشش‌های او برگزار شد، تصویر چهرهٔ او را در آلبوم نام‌آوران دستاوردهای علمی، گنجاندند و همین بنیاد پژوهشی کتابی دربارهٔ کشف مهم پروفسور رهبر و اثر آن بر پیشرفت‌های بالنی، منتشر کرده‌است.
پروفسور ریچارد روکو از دانشگاه سانفرانسیسکو در کتابی با عنوان مقاله‌های برجستهٔ شیمی بالینی، ۳۹ مقاله را به عنوان مقاله‌های برجستهٔ سدهٔ بیستم میلادی برگزیده که مقالهٔ پروفسور رهبر با عنوان An abnormal hemoglobin in red cells of diabetics (هموگلوبین غیرعادی در گلبول‌های قرمز بیماران دیابتی) یکی از آنهاست. در پیش‌گفتار این کتاب آمده‌است: مقاله‌هایی که در این کتاب معرفی می‌شوند، نقاط عطف مهم و تابلوهای راهنما برای پیشرفت شیمی بالینی در سدهٔ بیستم میلادی هستند.
پروفسور لوتر توماس از آلمان و پروفسور سابین پوشر از سوییس در کتابی که دربارهٔ تاریخ تشخصی آزمایشگاهی نوشته‌اند، دگرگونی‌های انقلابی را که در تشخیص آزمایشگاه رخ داده‌است، از بررسی سادهٔ ادرار در گذشته تا بررسی‌های دقیق امروزی، برشمرده‌اند که کشف مهم پروفسور رهبر دربارهٔ هموگلوبین گلیکوزیله در بیمارن دیابتی در صفحهٔ ۵۴ آن آمده‌است.
Sam is a wonderful colleague، generous، hard working، and honest. He has a real creativity which is sometimes obscured by his modesty. Winterhalter، K.H. (۱۹۹۶). Honorary Members. Diabetologia 39: October News Section p. ۴۹.